# Henryetta
La ville de Henryetta est située dans le comté d'Okmulgee, dans l’État de l’Oklahoma, aux États-Unis. Sa population s’élevait à 5 927 habitants lors du recensement de 2010, estimée à 5 765 habitants en 2015.

## Source
- (en) Cet article est partiellement ou en totalité issu de l’article de Wikipédia en anglais intitulé « Henryetta, Oklahoma » (voir la liste des auteurs).